# Ommatius virgulatus
Ommatius virgulatus là một loài ruồi trong họ Asilidae. Ommatius virgulatus được Martin miêu tả năm 1964. Loài này phân bố ở vùng nhiệt đới châu Phi.